# Aderus marginatus
Aderus marginatus es una especie de coleóptero de la familia Aderidae. Fue descrita científicamente por Maurice Pic en 1940.

## Distribución geográfica
Habita en Tanzania.